# التا وندو
التا وندو (به لاتین: Aleta Wendo) یک منطقهٔ مسکونی در اتیوپی است که در منطقه ملل جنوبی، ملیت‌ها و مردم واقع شده‌است.

## خصوصیات
التا وندو ۲۰٬۵۱۳ نفر جمعیت دارد و ۲٬۰۳۷ متر بالاتر از سطح دریا واقع شده‌است.